# Mirriam Wangari
Mirriam Wangari (* 22. Februar 1979) ist eine kenianische Langstreckenläuferin, die sich auf den Straßenlauf spezialisiert hat.

## Leben
2003 gewann sie den Göteborgsvarvet und 2006 den Lille-Halbmarathon. 2007 siegte sie beim Marrakesch-Marathon über die Halbmarathon-Distanz und bei den 20 km von Paris, bei denen sie 2008 und 2009 ihren Titel verteidigte. 2009 siegte sie bei der Corrida de Langueux und bei den Foulées Monterelaises.
2010 gewann sie in Marrakesch erneut den Halbmarathon-Bewerb, wurde Fünfte beim Paris-Halbmarathon und verteidigte ihren Titel in Langueaux. 2011 folgte einem dritten Sieg in Langueaux ein zweiter Platz bei den 20 km von Paris und ein Sieg beim Saint-Denis-Halbmarathon.
2012 wurde sie Zweite beim Xiamen-Marathon.

## Persönliche Bestzeiten
- 1500 m: 4:09,24 min, 25. Juni 2010, Tomblaine
- 3000 m: 9:06,18 min, 15. Juni 2005, Grenoble
- 5000 m: 15:37,72 min, 1. Juni 2005, Nantes
- 10-km-Straßenlauf: 32:04 min, 18. Oktober 2009, Montereau-Fault-Yonne
- 20-km-Straßenlauf: 1:05:30 h, 11. Oktober 2009, Paris
- Halbmarathon: 1:10:27 h, 1. September 2007, Lille
- Marathon: 2:31:30 h, 7. Januar 2012, Xiamen